# Овод (самолёт)
«Овод» — российский сверхлёгкий самолёт.
Был разработан и начал строиться на рубеже 1980-х — 1990-х годов в дельтаклубе МАИ, под руководством Эдуарда Бабенко. Первый полёт был совершен в 12 октября 1999 г. Сверхлёгкий самолёт нормальной аэродинамической схемы — подкосный высокоплан с расположением пилотов рядом. На аппарате устанавливаются не убираемые трехстоечные шасси с носовой опорой, рессорного типа. Носовая стойка шасси — управляемая. Колеса основных опор самолёта оснащены механическими тормозами. Может оборудоваться лыжами или поплавками. Конструкция самолета — смешанная (метало-деревянная). Лонжероны крыла не подвержены усталостным повреждениям (деревянные). В металлических ответственных элементах конструкции эксплуатационные напряжения меньше предела выносливости. Это позволяет по заявлению создателей эксплуатировать планер самолета «по
состоянию», без ограничения налета, при условии своевременного и правильного выполнения регламентных работ.
Разбег около 100 м, взлетная скорость 70 км/ч, крейсерская ок. 130 км/ч, максимальная — 160 км/ч. Силовая установка самолёта состоит из двигателя жидкостного охлаждения ВАЗ-21213 с рабочим объёмом 1,7 л., 78 л. с. Самолёт предназначен для учебно-тренировочных и спортивных полётов.
Основная идея, заложенная в конструкцию — создать массовый, дешевый самолет из отечественных материалов и с использованием отечественного автомобильного двигателя (ВАЗ-21213). За исключением, катушек и свечей зажигания фирмы Bosch, радиостанции ICOM на самолете нет ни одной импортной детали.

## ЛТХ
Источник данных: «Уголок неба», Авиару.рф

Технические характеристики
- Экипаж: 1 чел.
- Пассажировместимость: 1 чел.
- Грузоподъёмность: 25 кг
- Длина: 8,15 м
- Размах крыла: 9,6 м
- Высота: 2,4 м
- Площадь крыла: 12,44 м²
- Масса пустого: 433 кг
- Максимальная взлётная масса: 635 кг
- Силовая установка: 1 × ПД «Walter Minor 4S» (ВАЗ-21213)
- Мощность двигателей: 1 × 105 (96) л. с.

Лётные характеристики
- Максимальная скорость: 160 км/ч
- Крейсерская скорость: 120 км/ч
- Перегоночная дальность: 500 км

- С ПТБ: 800 км

- Практический потолок: 3500 м
- Скороподъёмность: 180 м/мин
- Длина разбега: около 100 м